# Мартынов, Николай Дмитриевич
Николай Дмитриевич Мартынов (06.12.1913-28.07.2005) — советский военный инженер, специалист в области испытаний ядерного оружия, лауреат Сталинской премии (1953).
Родился в дер. Николо-Бычок Пронского уезда Рязанской губернии.
С ноября 1938 года на военной службе. Окончил Военно-инженерную академию Красной Армии им. В. В. Куйбышева (1939—1942, 1944—1946).
Участник Великой Отечественной войны с марта 1942 по сентябрь 1944 года: Юго-Западный, Сталинградский, Донской, Центральный и 1-й Белорусский фронты, начальник инженерной службы мотострелкового батальона, заместитель командира роты и командир инженерной роты инженерно-саперного батальона.
С 1946 года после окончания академии — старший техник контрольно-приемного аппарата начальника инженерных войск.
С 1948 года служил на Семипалатинском полигоне: начальник отделения, с января 1954 г. начальник группы, с мая 1954 г. начальник отдела, с 1964 г. начальник 2 отдела 2-го Управления. Полковник (1957). Участник испытаний ядерного оружия.
Уволен с военной службы в 1965 г. После этого продолжил работу на полигоне в качестве ведущего инженера.
Умер в Москве 28.07.2005. Похоронен на Николо-Архангельском кладбище.
Лауреат Сталинской премии (1953) — за подготовку и проведение испытаний изделий РДС-6с, РДС-4 и РДС-5 на полигоне № 2.
Награжден орденами Красной Звезды (05.08.1943, 03.11.1953, 11.09.1956) Отечественной войны 1-й степени (1943, 1985) и 2 степени (1944), Красного Знамени (08.12.1951, 1962) и медалями, в том числе «За оборону Сталинграда» и «За боевые заслуги» (20.06.1949, за выслугу лет).